# جيزا إم. توث
جيزا إم. توث (بالمجرية: M. Tóth Géza)‏ هو رسام رسوم متحركة ومخرج وأستاذ جامعي ومونتير مجري، ولد في 16 يونيو 1970 في فيسبرم في المجر.

## وصلات خارجية
- جيزا إم. توث على موقع IMDb (الإنجليزية)
- جيزا إم. توث على موقع ألو سيني (الفرنسية)
- جيزا إم. توث على موقع قاعدة بيانات الفيلم (الإنجليزية)